# Lymeon albispina
Lymeon albispina là một loài tò vò trong họ Ichneumonidae.